# Mouvement des libérateurs centrafricains pour la justice
Le Mouvement des libérateurs centrafricains pour la justice (MLCJ) est un groupe rebelle en République centrafricaine fondé par Abakar Sabone et dont le fief est la région de Birao. L'ethnie majoritaire du groupe est une ethnie locale, les Kara.
Le MLCJ a été un des belligérants de la première guerre civile centrafricaine entre 2004 et 2007 en tant que composante de l'Union des forces démocratiques pour le rassemblement (UFDR).
Il s'agit d'un groupe qui a quitté l'UFDR en août 2008. Il a signé l’accord de paix global de Libreville en décembre 2008 mais annonce, aux côtés du Front démocratique du peuple centrafricain, en février 2009, qu’il reprenait les armes car ses hommes auraient été exclus du processus de DDR par les autorités centrafricaines.
En 2019, son leader est Gilbert Toumou Deya, qui est aussi ministre chargé des relations avec les groupes armés.
Le 2 septembre 2019, des combats éclatent entre MLCJ et FPRC en raison de la mort du fils du sultan de la ville de Birao, d'ethnie Kara, après des accrochages avec des éléments du FPRC quelques jours auparavant. La base locale du FPRC, tenue par le général Contant, tombe, tandis que le quartier des Rounga, ethnie dominante du FPRC, est pillé et incendié.